# Шахта імені Є. Т. Абакумова
ДВАТ «Шахта ім. Є. Т. Абакумова». Входить до Державної холдингової компанії «Донвугілля».

## Загальна характеристика
Стала до ладу у 1945 р з виробничою потужністю 350 тис.т вугілля на рік.
Фактичний видобуток 3858 т/добу (1990), 1907 (1999). У 2003 р. видобуто 200 тис. т вугілля.
Максимальна глибина 1090 м (1990), 815 м (1999).
Шахтне поле розкрите 4 вертикальними стволами.
Протяжність підземних виробок 74,9 км (1990), 53,1 км (1999).
Вугільні пласти m3, l4, k8 (1990—1999). Потужність пластів 1,1-1,5 м. Кути падіння пластів 7-9°, 10-12°.
Кількість очисних вибоїв 4 (1990), 2 (1999), 1 (2010), підготовчих вибоїв 12 (1990), 5 (1999), 2 (2010)
Шахта надкатегорійна за метаном, небезпечна за вибухом вугільного пилу.
Кількість працюючих: 4527/2347 осіб, в тому числі підземних 3124/1590 осіб (1990/1999).